# Port-Marly, gelée blanche
Port-Marly, gelée blanche aussi appelé La Seine à Bougival en hiver est un tableau d'Alfred Sisley peint en 1872. Il est conservé au Palais des Beaux-Arts de Lille.

## Description
Peint à Port-Marly ou à Bougival par Sisley à l'automne de l'année 1872, comme Impression, soleil levant de Claude Monet, dont le peintre est alors très proche, ce tableau témoigne de son implication dans les recherches du groupe d'artistes qui n'est pas encore qualifié d'impressionniste. Ici, le sujet du tableau n’est plus un lieu remarquable, mais la lumière caractéristique d'une froide journée d’automne.

## Provenance
Le tableau a peut-être été exposé pour la première fois en 1874, lors de la première exposition des peintres impressionnistes, sous le numéro 165 et le titre Port-Marly, soirée d’hiver. Il est nommé Port-Marly, gelée blanche dans le catalogue de la collection Maurice Masson exposée chez Bernheim à Paris en 1911. Il figure encore sous un autre titre : La Seine à Bougival en hiver, au numéro 45 du catalogue raisonné de l'œuvre peint de Sisley réalisé par François Daulte en 1959. 
Le tableau est entré dans les collections du Palais des Beaux-Arts de Lille dix ans plus tôt, en 1949, à la suite de l'important legs de Maurice Masson, décédé en 1947.